# Drosophila setapex
Drosophila setapex är en tvåvingeart som beskrevs av Patterson och Gordon Mainland 1944. Drosophila setapex ingår i släktet Drosophila och familjen daggflugor.
Artens utbredningsområde är Mexiko.